# Girolamo da Treviso
Girolamo da Treviso, também conhecido como Girolamo Trevigi, (Treviso, 1508 - 1544) foi um pintor italiano. Nasceu em Treviso, começou a sua carreira artística como discípulo de Piermaria Pennachi. Trabalhou em Pádua, Bolonha e Génova. Foi mencionado por Giorgio Vasari na sua obra Vida de Artistas. Chegou a viajar para Inglaterra, trabalhando como arquitecto ao serviço de Henrique VIII. 